# Sénat (Zimbabwe)
Pour les autres articles nationaux ou selon les autres juridictions, voir Sénat.
10e législature du Parlement
Nouveau bâtiment du Parlement
Le Sénat (en anglais : Senate) est la chambre haute du parlement du Zimbabwe.

## Histoire
En 1990, le Sénat est supprimé. Un nouveau projet de Constitution de février 2000, prévoyant une seconde assemblée, est rejeté par référendum. Le 30 août 2005, le président Mugabe fait adopter par le Parlement une réforme constitutionnelle rétablissant le bicamérisme. Les premières élections ont eu lieu le 26 novembre 2005. En septembre 2007, l'Assemblée et le Sénat adoptent des amendements constitutionnels pour organiser en même temps les élections législatives et présidentielle, en mars 2008. Le nombre des membres du Sénat est porté à 80, dont 60 membres élus au suffrage direct, contre 50 auparavant.

## Composition

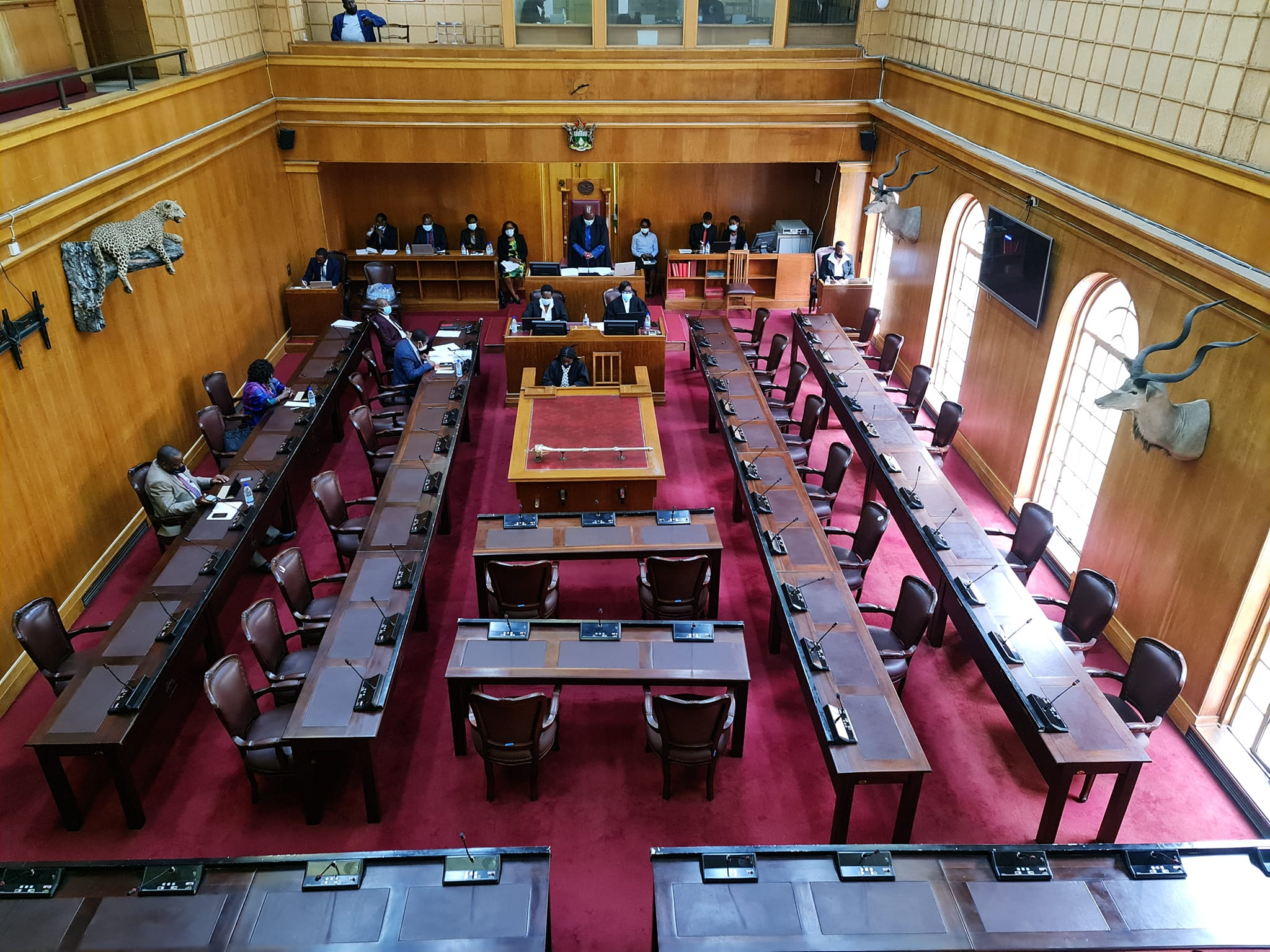
Chambre du Sénat au Parliament House.

Le Sénat est composé de 80 membres :
- 60 membres élus au scrutin direct ;
- 2 représentants des personnes handicapées ;
- 18 chefs traditionnels comprenant le président et le vice-président du Conseil des chefs traditionnels[2].

## Système électoral
Sur les 80 sièges à pourvoir, 60 le sont au scrutin proportionnel plurinominal avec listes bloquées dans dix circonscriptions de six sièges correspondant aux provinces. Les listes alternent obligatoirement entre candidats de l'un ou l'autre sexe, avec une femme obligatoirement en tête de liste. Enfin, les 20 sièges restants sont élus au suffrage indirect à raison de deux sièges réservés aux handicapés et 18 sièges aux chefs traditionnels. Les huit assemblées provinciales des chefs élisent ainsi deux chefs chacune, tandis que le président et le président adjoint du Conseil national des chefs sont membres de droit.
Pour être élu, le citoyen doit avoir au moins 40 ans. Le mandat de sénateur est compatible avec les fonctions de ministre ou vice-ministre.